# Serpentingruppe

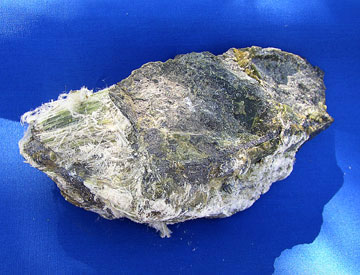
Chrysotilasbest

Die Serpentingruppe (von „Serpentin“, von lateinisch lapis serpentinus „Schlangenstein“) bezeichnet eine Gruppe im monoklinen Kristallsystem kristallisierender Silikat-Minerale mit der chemischen Zusammensetzung (Mg,Fe,Ni)6Si4O10(OH)8. Die in Klammern stehenden Metallatome können sich in beliebiger Mischung vertreten, stehen aber immer im selben Verhältnis zu den anderen Atomgruppen. Serpentin hat eine verhältnismäßig niedrige Härte von 2,5 bis 4, eine meist olivgrüne, gelegentlich aber auch gelbe, braune, rote, graue, schwarze oder weiße Farbe und eine weiße Strichfarbe.
Die Serpentingruppe gehört zu den trioktaedrischen Schichtsilikaten. Verschiedene Minerale dieser Gruppe, beispielsweise Chrysotil, werden als Asbest bezeichnet.

## Etymologie und Geschichte
Der Name Serpentin stammt vom späten mittellateinischen (gemma) serpentina bzw. (lapis) serpentinus und leitet sich aus dem ursprünglich lateinischen Wort serpens für Schlange ab. Es wird angenommen, dass der Name in Anlehnung an die gefleckte Farbe des Minerals entstand, ähnlich der charakteristischen Zeichnung von Schlangen. Das lateinische lapis serpentinus entspricht dem Altgriechischen λίθος ὀφίτης [lithos ophites] (nach Diosk. V 143, ὄφίς Schlange).

## Einzelminerale und Varietäten

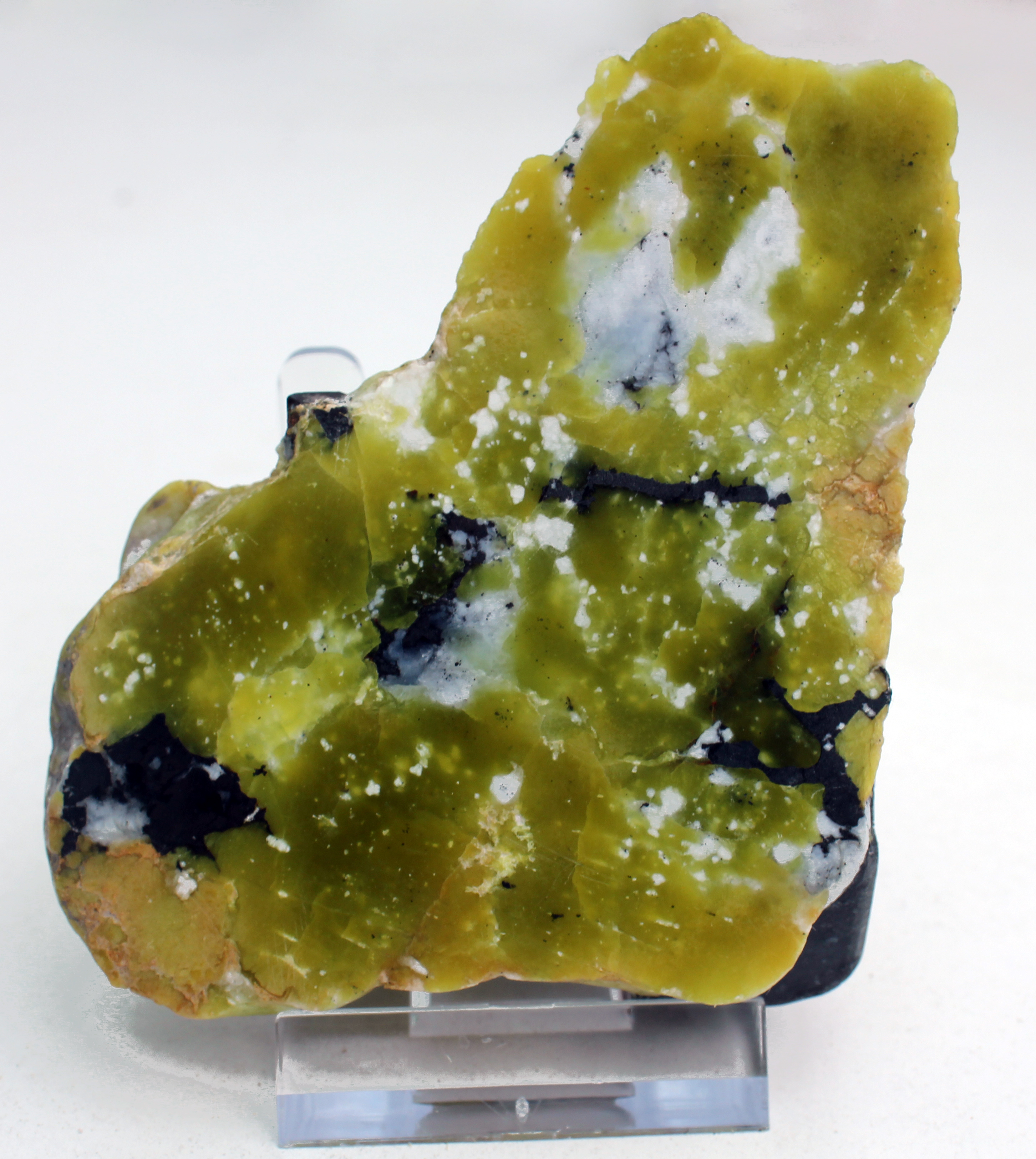
Lizardit mit Magnesit und Hämatit

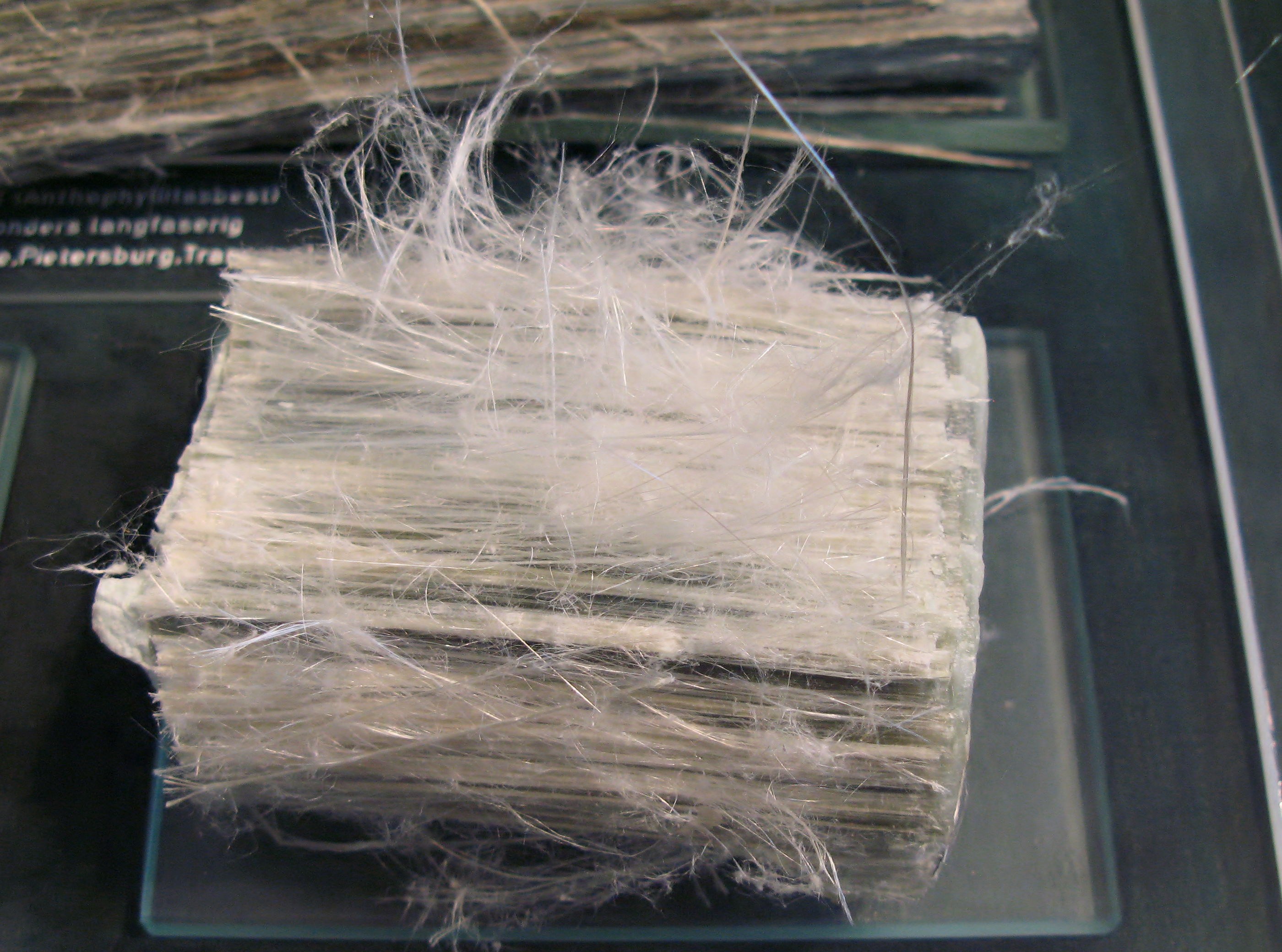
Chrysotilasbest aus serpentiniertem Dolomit

Entsprechend der Systematik der Minerale nach Strunz (9. Auflage) gehören folgende Minerale zur Serpentingruppe:
- Amesit Mg2Al(AlSiO5)(OH)4[2]
- Antigorit (Blätterserpentin) Mg3Si2O5(OH)4[2]
- Berthierin (Fe2+,Fe3+,Al)3(Si,Al)2O5(OH)4[2]
- Brindleyit (Ni,Al)3(Si,Al)2O5(OH)4[2]
- Chrysotil (Faserserpentin) Mg3Si2O5(OH)4
  - Klinochrysotil
  - Orthochrysotil
  - Parachrysotil
- Cronstedtit (Fe2+,Fe3+)3(Si,Fe3+)2O5(OH)4
- Fraipontit (Zn,Al)3(Si,Al)2O5(OH)4
- Greenalith (Fe2+,Fe3+)2-3Si2O5(OH)4
- Karyopilit Mn2+3Si2O5(OH)4
- Kellyit (Mn2+,Mg,Al)3(Si,Al)2O5(OH)4
- Lizardit Mg3Si2O5(OH)4
- Manandonit Li2Al4(Si2AlB)O10(OH)8
- Népouit Ni3Si2O5(OH)4
- Pecorait Ni3Si2O5(OH)4

Verschiedene Gruppenmitglieder bilden untereinander Mischkristallreihen. Die Endglieder der Mischreihen sind daher durch Fettschrift hervorgehoben. Ehemals zur Serpentingruppe gezählt wurden zudem Carlosturanit ((Mg,Fe2+,Ti)21(Si,Al)12O28(OH)34·H2O), Dozyit (Mg7Al2(Si4Al2)O15(OH)12) und Karpinskit ((Mg,Ni)2Si2O5(OH)2).
Serpentine können als seidig glänzende, asbestartige Fasern (Chrysotil), massiv als splittriges Material (Chrysotil) oder mit blättrigem Habitus (Lizardit, Antigorit, Amesit, Berthierin, Odinit) auftreten.
Als Bastit wird eine Pseudomorphose von Mineralen der Serpentingruppe nach Orthopyroxenen, z. T. auch Klinopyroxenen, bezeichnet.

## Kristallstruktur
Die Kristallstruktur der Serpentine verknüpft ebenso wie jene von Kaolinit eine Tetraederschicht mit einer Oktaederschicht. Die Tetraederschicht besteht aus polymerisierten Tetraedern, die über basale Sauerstoffatome miteinander verknüpft sind und entweder nur mit Silicium (Lizardit, Antigorit, Chrysotil) oder mit Silicium und Aluminium (Amesit, Berthierin, Odinit) besetzt sind. Die Oktaederschicht besteht aus kantenverknüpften Oktaedern, die sowohl mit Magnesium (Lizardit, Antigorit, Chrysotil, Amesit) als auch mit Eisen (Berthierin, Odinit) besetzt sein können. Diese, aus Tetraeder- und Oktaederschicht bestehende Struktur bezeichnet man als 1:1-Schichtpaket.
Manche Serpentine sind nur augenscheinlich blättrig, bei genauerer Untersuchung bestehen sie aus Wellen mit einer Wellenlänge etwa 3 bis 10 Nanometern; diese Strukturen werden auch als modulierte Strukturen bezeichnet. Unterschiede in der Morphologie rühren von der Anpassung der schmalen Tetraederschicht im Falle von Chrysotil und der größeren Oktaederschicht im Falle von Antigorit her. In diesen beiden Varietäten werden die Tetraeder etwas verkippt, so dass die Spitzensauerstoffatome voneinander wegrücken und sich so den Sauerstoffatomen der Oktaederschicht angleichen.

## Bildung und Fundorte

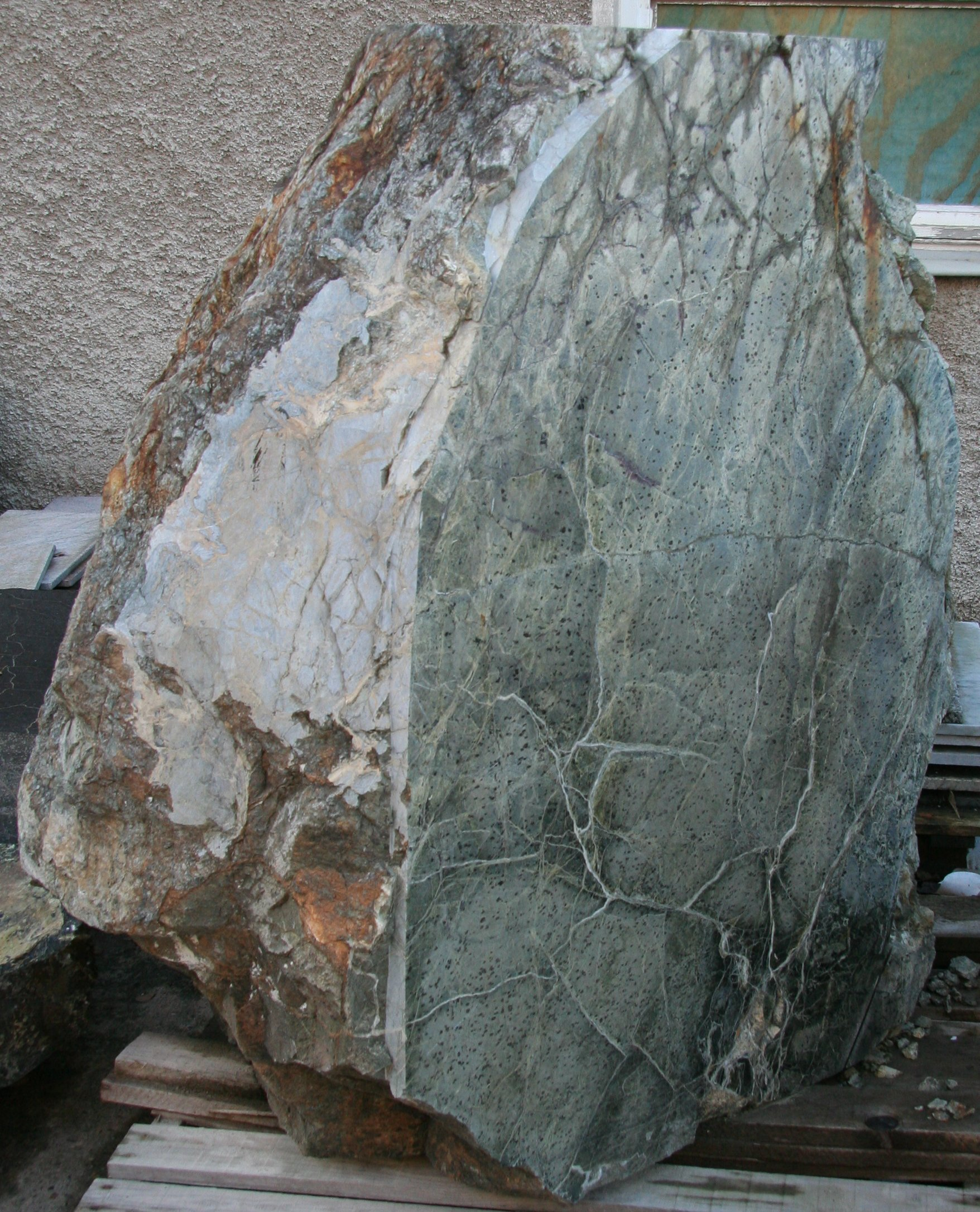
Block aus Zöblitzer Serpentinit mit einer gesägten und polierten Seitenfläche

Serpentine sind sekundäre Minerale und entstehen bei der Umwandlung magnesiumreicher Orthopyroxene oder Olivine in Peridotiten. Sie sind der Hauptbestandteil des metamorphen Gesteins Serpentinit. Meist sind Tiefengesteine in Subduktionszonen zu Serpentiniten umgewandelt. Teilweise kann man noch ehemalige Strukturen der ursprünglichen Gesteine erkennen.
Serpentinminerale entstehen ferner in Prozessen niedriggradiger Metamorphose (in der Grünschieferfazies) oder hydrothermaler Metasomatose (auf dem Ozeanboden in olivinhaltigen Vulkaniten) durch Einwirkung von Wasser auf Olivine.
Fundorte von Serpentinitgesteinen sind unter anderem Erbendorf in Bayern sowie in Zöblitz und bei Hohenstein-Ernstthal in Sachsen in Deutschland; im Département Alpes-de-Haute-Provence in Frankreich; im Aostatal, bei Sondrio und Val Polcevera, in Ligurien und bei Prato in Italien; Osttirol, in Bernstein im Burgenland, nahe Oppenberg in der Steiermark und im mittleren Ennstal in Österreich; der Süd-Ural in Russland; in den Schweizer Kantonen Graubünden, Uri und Wallis; sowie in vielen Regionen der USA.
Von antiker Bedeutung sind die Vorkommen bei Larisa in Griechenland. Kleinere abbauwürdige Vorkommen gibt es in Großbritannien, Kroatien, Spanien, Polen, Tschechien. Wichtige außereuropäische Lagerstätten befinden sich in China, Guatemala und Indien, Republik Südafrika, Taiwan, der Türkei und Simbabwe.

## Verwendung

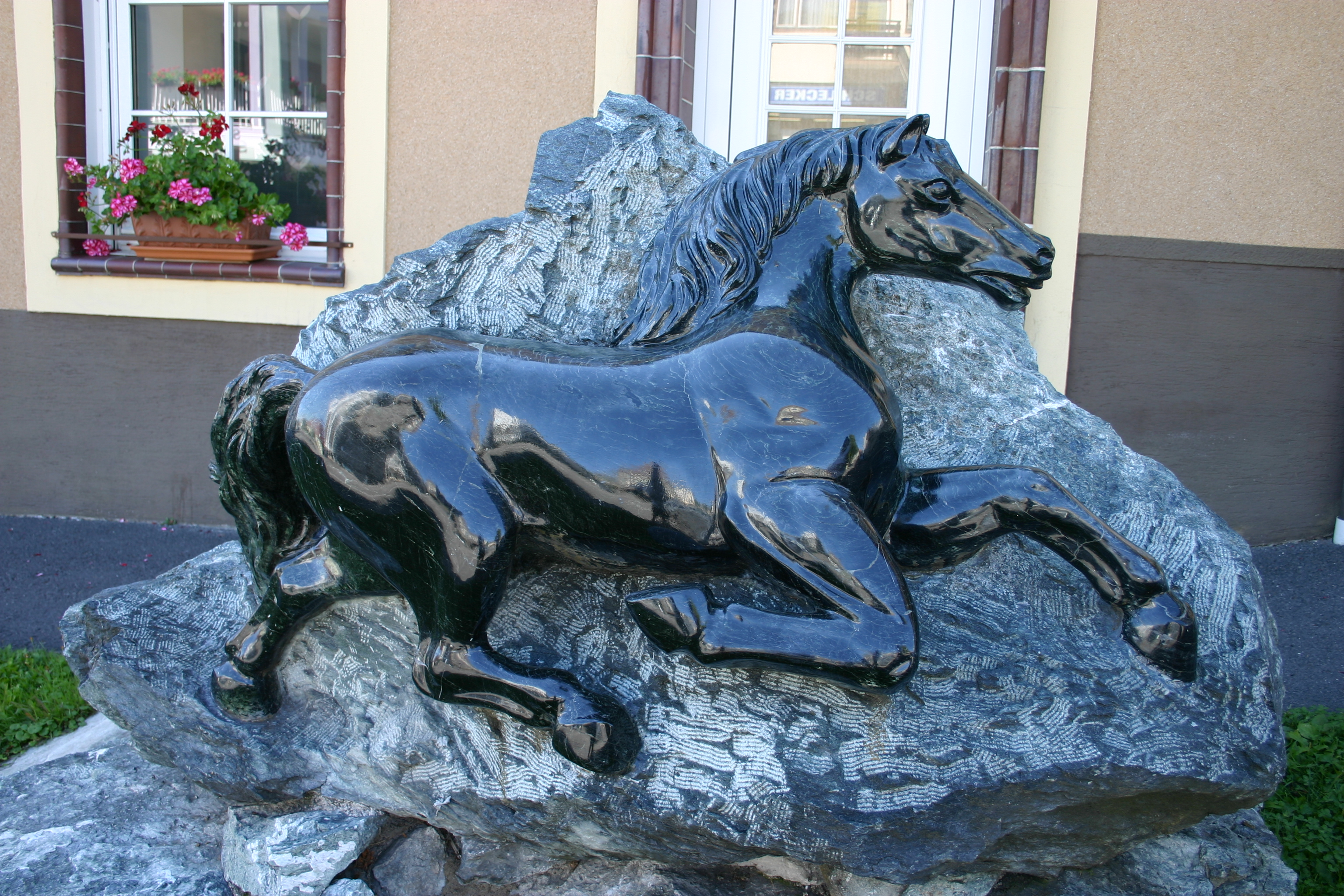
Serpentinit-Skulptur in Bernstein/Burgenland

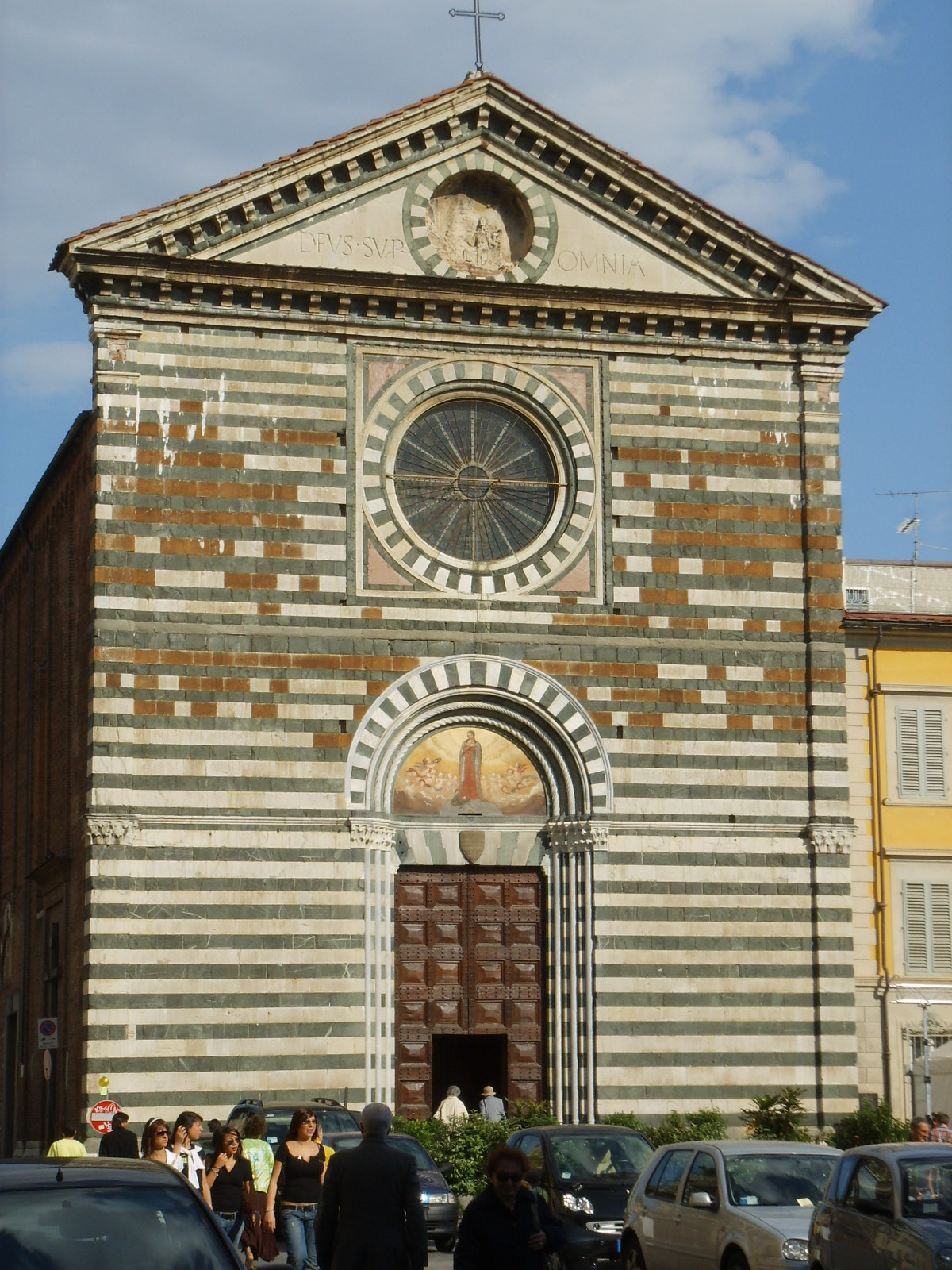
Kirche San Francesco in Prato Fassade aus weißem Kalkstein und grünem Serpentin, 15. Jahrhundert

Die massiven Stücke von Serpentinitgesteinen werden bis heute in Architektur und Handwerk verarbeitet. Sie können in bergfeuchtem Zustand gesägt, geschnitten und gedrechselt, in trockenem auch hochglänzend poliert werden; daher fertigt man aus ihnen Gefäße, Geräte (früher Isolatoren), Tischplatten, Verkleidungsplatten, Grabsteine und Architekturteile.
Die Mineralgruppe Garnierit ist ein Bestandteil von Nickel-Erzen und wird zur Gewinnung dieses Metalls insbesondere in Neukaledonien abgebaut.
Chrysotil (eine Asbestart) wurde bis 1993 in Deutschland in beinahe allen Industriezweigen verwendet, da das Material nicht brennt und chemisch reaktionsträge ist. Obwohl bereits 1970 offiziell als karzinogen eingestuft, wurde die Anwendung von Asbest erst zu diesem Zeitpunkt verboten. Chrysotil ist wie andere Asbestminerale ein Gefahrstoff, da die feinen Einzelfasern eingeatmet Asbestose, Lungen- und Brustfellkrebs (Pleuramesotheliom) auslösen können. In vielen Ländern ist trotz der Gesundheitsgefahren der Einsatz zulässig.

### Historische Verwendung
Durch Plinius dem Älteren ist überliefert, dass der Serpentin „gut gegen Schlangenbiss“ sein soll. Auch wurde ihm die Fähigkeit zugeschrieben, es könne Gifte unschädlich machen oder durch Zerspringen anzeigen, das mag die Anfertigung von Bechern und Pokalen aus diesem Material gefördert haben.
Ab der Mitte des 16. Jahrhunderts wurde der bei Zöblitz gewonnene Serpentin für Architekturteile, zum Beispiel gedrechselte Baluster und polierte Kassettenfelder verwendet. Die Ähnlichkeit mit geäderten Marmorarten und die leichte Polierfähigkeit trugen zur Beliebtheit des Minerals bei. Im 17. und 18. Jahrhundert wurden besondere Werkstücke mit vergoldeten Silbermontierungen versehen (Beispiele im Grünen Gewölbe, Dresden), andere auch mit Zinnfassungen montiert. Architekten verwendeten Serpentin bei der Ausstattung der Dresdener Hofkirche (1739–1755) oder der Semperoper (1871–1878).

### Als Schmuckstein

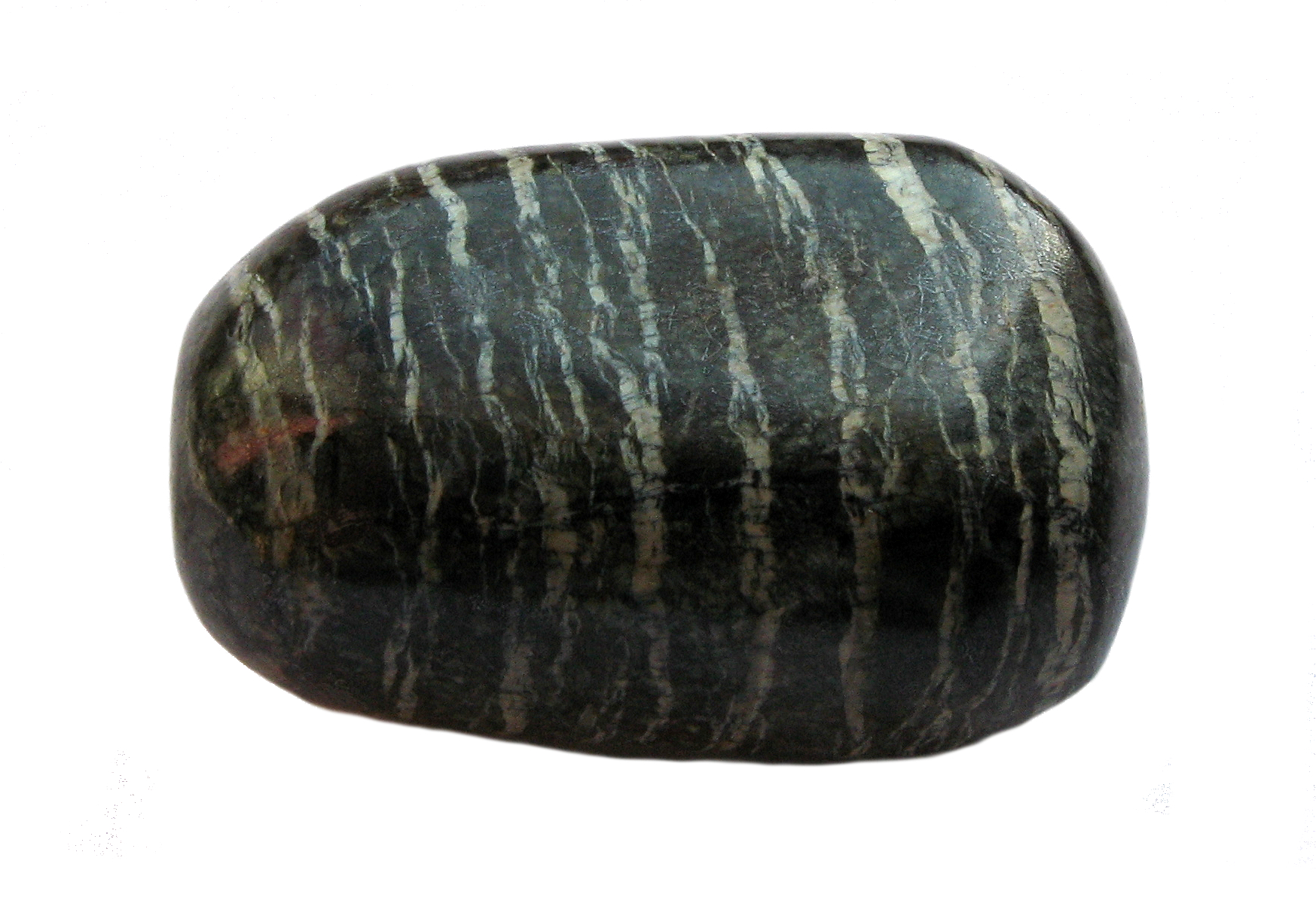
Serpentinvarietät „Silberauge“

Wegen ihrer teilweise lebhaften Farbmuster werden verschiedene, derbe Serpentine auch zu Schmucksteinen verarbeitet.
Bekannt ist unter anderem eine Verwachsung von Serpentin und Serpentinasbest mit hellgrün-dunkelgrüner Streifung, die als Cabochon oder Trommelstein unter dem Handelsnamen „Silberauge“ bzw. teilweise fälschlich auch als „Zebra-Jaspis“, angeboten wird. Eine ölgrüne Serpentin-Varietät mit schwarzen Einschlüssen ist unter dem Handelsnamen „Williamsit“ bekannt.

## Sicherheitshinweise
Faseriger Chrysotilasbest ist ein krebserregendes Material. Die anderen nicht-faserigen Serpentinvarietäten gelten dagegen als ungefährlich. Bei der Bearbeitung sind allerdings konsequent Maßnahmen zum Schutz vor dem Einatmen von Stäuben zu treffen, da ansonsten auch dabei Silikose bzw. Lungenkrebs ausgelöst werden kann.